# MathSoft
MathSoft er et firma grundlagt i 1984, der udvikler programmer til bl.a. ingeniører og videnskabsfolk. MathSoft er mest kendt for deres MathCAD-serie.
| Firma | Spire Denne artikel om et firma eller en virksomhed i USA er en spire som bør udbygges. Du er velkommen til at hjælpe Wikipedia ved at udvide den. |